# 1,6-Dichlorohexane
Le 1,6-dichlorohexane est un composé organique du groupe des alcanes halogènes, les chloroalcanes plus exactement. Il a la structure de base de l'hexane avec sur chacun des deux atomes de carbone terminaux un substituant chloro.

## Synthèse
Ce composé peut être préparé par la réaction du 1,6-hexanediol avec du chlorure de thionyle en présence d'une base telle que la pyridine. La base déprotone l'alcool qui peut alors entamer une attaque nucléophile sur l'atome de soufre du chlorure de thionyle. Ensuite un ion chlorure sépare le composé soufre oxydé pour donner le produit.

## Utilisation
Les ions chlorure sont de bons groupes partants, des nucléophiles peuvent effectuer facilement des substitutions sur ces positions.
La réaction de cyclisation avec de l'hydroxyde de potassium et du formiate de sodium permet d'obtenir de l'oxépane.